# Pbv 301
Pansarbandvagn 301 — шведский бронетранспортёр времён холодной войны. Разработан для ВС Швеции в 50-60-х гг. Построен на шасси устаревшего шведского танка Strv m/41.

## История
Во время Второй мировой войны у армии Швеции возникла потребность в транспортной машине, которая могла бы перевозить артиллеристов и пехотинцев и прикрывать более тяжёлую технику в любых условиях местности. Разработкой нового бронетранспортёра занялись компании Landsverk и Hägglund & Söner. После презентации нескольких прототипов Pbv 301, разработку от компании Hägglund & Söner посчитали лучше, чем от Landsverk. У шведской армии был парк устаревших на тот момент танков, которые имели неконкурентоспособное вооружение. Швеция заинтересовалась этим парком, как будущей основой для бронетранспортёра. За основу были предложены Strv m/40 и Strv m/41. Шасси обоих танков хорошо подходили под бронетранспортёр, но из-за потребности в большом количестве машин, за основу был взят Strv m/41.
К лету 1957 года был готов первый испытательный прототип машины, но башня с элементами надстройки были заменены на деревянные макеты. Армия Швеции была готова дать добро на производство двух экспериментальных бронетранспортёров, но Landsverk и Hägglund & Söner отказались от этого, так как в их планах тогда была задача разработки прототипа для дальнейшей оценки, но с новым двигателем. Такой прототип был готов к концу зимы 1959 года. С самого начала разработки было ясно, что бронетранспортёр станет временным решением, потому что шасси Strv m/41 не могло позволить разместить в машине достаточное количество необходимого оборудования. Испытания бронетранспортёра были очень успешными, поэтому в 1959 году было предварительно заказано 7 машин от Hägglund & Söner (H) и 3 от Landsverk (L). Первая партия предсерийных машин была готова в 1960 году. Машины модификации L от Landsverk могли быть вооружены только пулемётом, а модификации H от Hägglund & Söner авто-пушкой. В июне 1960 года был размещён заказ на основную серию бронетранспортёров. В апреле 1963 года все машины были поставлены армии. Машины были образованы в 6 бронетанковых батальонов. Опыт использования машин был не самым лучшим. Коробка передач была очень удачной и имела множество достоинств, но для управления сцеплением водителю нужно было прикладывать много усилий. Машина трудно маневрировала в текущей воде, а болты гусениц часто расшатывались при движении по каменистой местности. В 1971 году эксплуатация Pbv 301 была прекращена. Машина считалась надёжной, но нехватка запчастей стала одной из причин скорого снятия бронетранспортёра с эксплуатации.

## Характеристики машины
Pbv 301 оснащался переделанной версией авиационного двигателя B44 от компании Svenska Flygmotor, который разгонял машину до 45 км/ч и давал максимальный запас хода на 300 км. Вооружение бронетранспортёра состояло из 20-мм авто-пушки Akan m/45B, которая ставилась на шведский истребитель Saab J21(не редко устанавливались Б/У пушки, снятые с самолётов). Стрельбу производил наводчик. Экипаж Pbv 301 состоял из 2 человек. Бронетранспортёр мог вмещать в десантном отделении до 8 вооружённых бойцов. Броня машины была противопульной и противоосколочной и имела толщину от 8 до 50 мм.

## Галерея

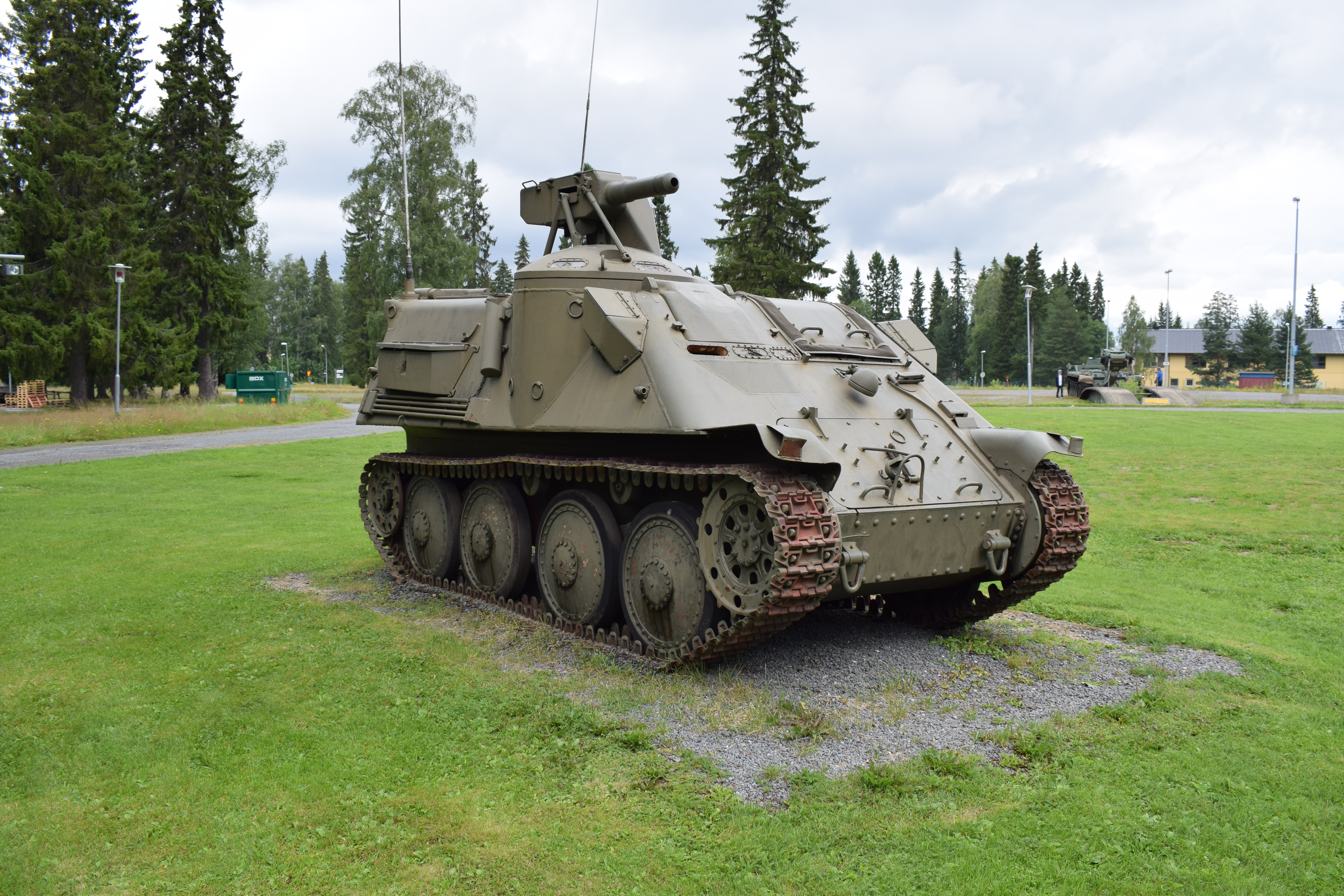
Общий вид Pansarbandvagn 301
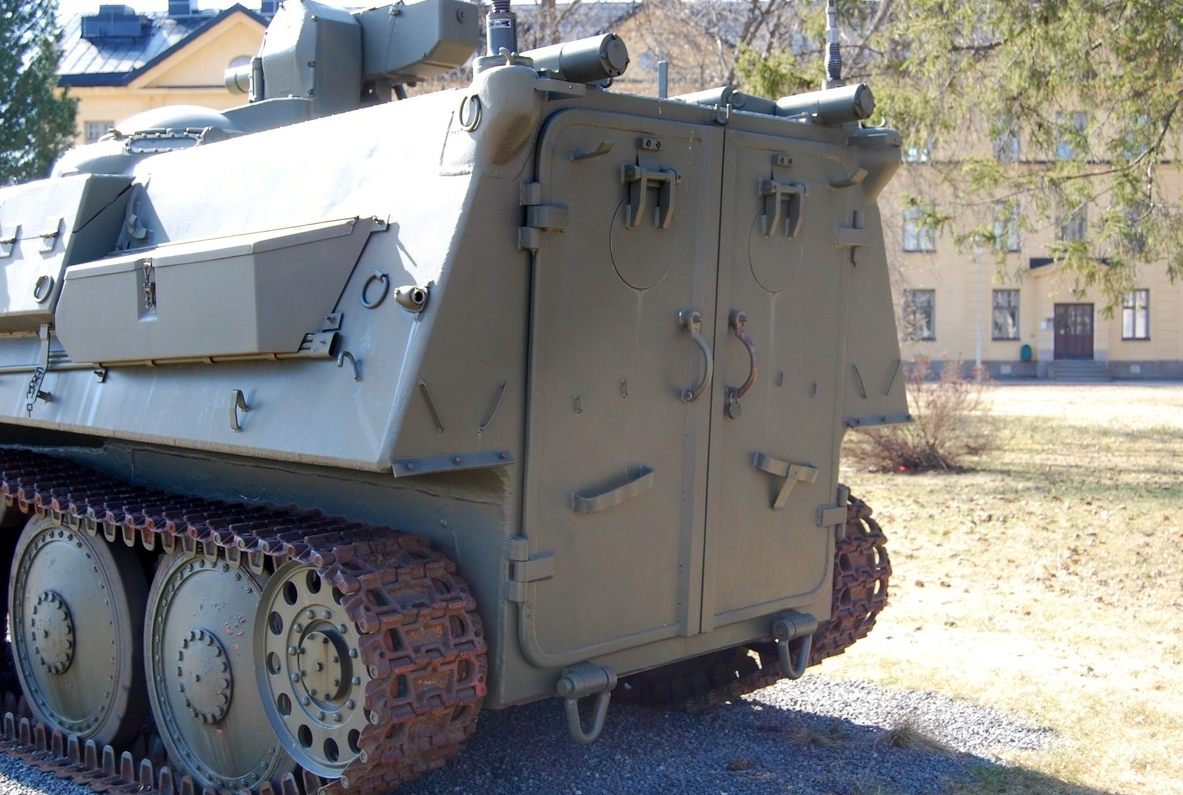
Большие люки-дверцы в корме бронетранспортёра
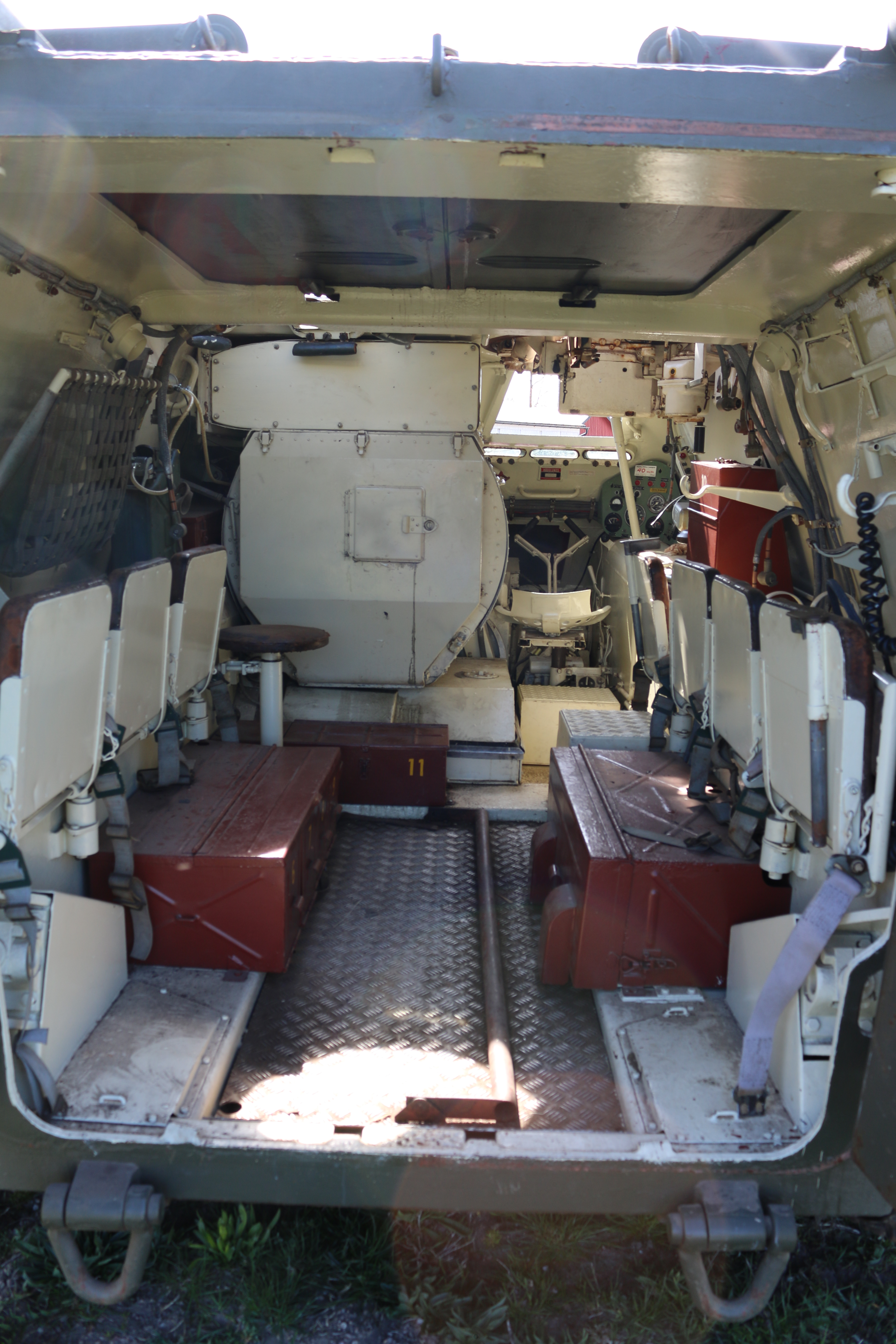
Интерьер десантного отделения